# Комесар Савета Европе за људска права
Комесар Савета Европе за људска права је независна и непристрасна несудска институција коју је 1999. године основао Савет Европе са седиштем у Стразбуру, са циљем да промовише свест о људским правима и њихово поштовање у 46 држава чланица Савета. Активности комесара усмерене су на три главне, уско повезане области:
- посете земљама и дијалог са националним властима и цивилним друштвом;
- тематске студије и савети о систематском раду на пољу људских права;
- активности за подизање свести.

Актуелни комесар је Мајкл О'Флаерти, који је свој шестогодишњи мандат започео 1. априла 2024. године. Претходни комесари били су Алваро Хил-Роблес, Томас Хамарберг, Нилс Муижниекс и Дуња Мијатовић.
Комесара бира Парламентарна скупштина Савета Европе, а он настоји да води стални дијалог са државама чланицама, континуирано подижући свест о питањима људских права и промовишући развој националних структура за људска права. Комесар спроводи посете свакој држави чланици ради процене стања људских права и издаје извештаје, мишљења и препоруке владама.
Комесар такође сарађује са широким спектром партнера, укључујући Европску унију, Уједињене нације и њихове специјализоване канцеларије, као и водеће НВО за људска права, универзитете и тинк-тенкове.

## Мандат
Мандат комесара заснован је на резолуцији (99) 50 Савета Европе (усвојеној 7. маја 1999). Он укључује следеће тачке:
*подстиче делотворно поштовање људских права и помаже државама чланицама у примени стандарда Савета Европе о људским правима;
- промовише образовање о људским правима и свест о њима у државама чланицама Савета Европе;
- идентификује могуће недостатке у закону и пракси у вези са људским правима;
- олакшава активности националних институција омбудсмана и других структура за људска права; и
- пружа савете и информације о заштити људских права широм региона.

Државе чланице су дужне да „олакшају контакте комесара, укључујући путовања, у контексту мисије комесара и да благовремено пруже информације које комесар затражи”. Комесар „функционише независно и непристрасно”. Комесар може деловати „на основу било које информације релевантне за његове функције”.
Комесар „може директно контактирати владе држава чланица Савета Европе”. Комесар такође може „издавати препоруке, мишљења и извештаје”.
Комесар ужива имунитет „од хапшења и свих правних поступака на територијама свих чланица, у погледу изговорених речи и датих гласова”.
Члан 36 Европске конвенције о људским правима дозвољава „интервенцију треће стране” пред Европским судом за људска права за комесара, наводећи да „У свим случајевима пред Већем или Великим већем, комесар Савета Европе за људска права може поднети писане коментаре и учествовати у расправама”.

## Избор
Комесара бира Парламентарна скупштина Савета Европе са листе од три кандидата коју саставља Комитет министара, и он служи један необновљив мандат од шест година.
Према Резолуцији (99) 50:
Кандидати морају бити истакнуте личности високог моралног карактера са признатом стручношћу у области људских права, јавним досијеом привржености вредностима Савета Европе и личним ауторитетом неопходним за ефикасно обављање мисије комесара. Током свог мандата, комесар се неће бавити било којом активношћу која је неспојива са захтевима пуног радног времена.

## Активности
Посете земљама и дијалог са националним властима и цивилним друштвом
Комесар спроводи посете свим државама чланицама како би пратио и проценио стање људских права. Током таквих посета, састаје се са највишим представницима владе, парламента, судства, цивилног друштва и националних структура за људска права. Такође разговара са обичним људима који имају бриге у вези са људским правима и посећује места од значаја за људска права, укључујући затворе, психијатријске болнице, центре за тражиоце азила, школе, сиротишта и насеља у којима живе рањиве групе, укључујући Роме, ЛГБТ особе и друге мањине.
Након посета, властима дотичне земље може се упутити извештај или писмо које садржи процену стања људских права и препоруке о томе како превазићи недостатке у закону и пракси. Комесар такође има право да интервенише као трећа страна у поступцима Европског суда за људска права, било подношењем писаних информација или учешћем у његовим расправама.
Тематско извештавање и саветовање о систематској примени људских права
Комесар такође спроводи тематски рад на темама кључним за заштиту људских права у Европи. Пружа савете и информације о превенцији кршења људских права и објављује мишљења, тематске документе и извештаје.
Активности подизања свести

Комесар промовише свест о људским правима у државама чланицама организовањем и учешћем на семинарима и догађајима о различитим темама људских права. Комесар води стални дијалог са владама, организацијама цивилног друштва и образовним институцијама како би побољшао јавну свест о стандардима људских права. Такође доприноси дебати и размишљању о актуелним и важним питањима људских права кроз контакте са медијима, објављивање периодичних чланака и тематских докумената.
Као део посета земљама, тематског рада и активности подизања свести, комесар посвећује посебну пажњу одбрани активиста за људска права и блиско сарађује са другим телима Савета Европе и са широким спектром међународних институција, пре свега са Уједињеним нацијама и њиховим специјализованим канцеларијама, Европском унијом и Организацијом за европску безбедност и сарадњу (ОЕБС). Канцеларија такође блиско сарађује са националним структурама за људска права, водећим невладиним организацијама за људска права, универзитетима и тинк-тенковима.